# Мачулишчи
Мачулишчи (блр. Мачулішчы; рус. Мачу́лищи) — урбано насеље градског типа са административним статусом варошице (городской посёлок) у Минском рејону Минске области у Републици Белорусији.
На улазу у насеље налази се 50. мешовита авијациона база војске Белорусије и главни штаб против-ваздушне одбране Белорусије. 

## Географија
Мачулишчи се налазе на јужној периферији града Минска и део су његовог урбаног подручја. Кроз варош пролази железница на линији Минск—Бабрујск—Гомељ и републички аутопут М1.

## Историја
Насеље се први пут спомиње 1590. године. Одлуком министарства одбране СССР од 1953. Мачулишчи су организовани као војна база затвореног типа, а од 1997. имају административни статус варошице. 

## Демографија
Према подацима пописа становништва 2009. у вароши је живело 7.300 становника.

## Галерија
- Локална железничка станица
- Комплекс стамбених зграда
- Обеликс посвећен ветеранима из Другог светског рата